# NGC 2681
في الفهرس العام الجديد NGC 2681 هي مجرة محدبة في كوكبة الدب الأكبر اكتشفت في 17 مارس 1790 من قبل ويليام هيرشل . تقع المجرة على مسافة تقدر بحوالي 51 مليون سنة ضوئية (15,6 فرسخ فلكي) من الأرض وتمتد لنحو 55,000 سنة ضوئية أستنادا إلى قطرها المرئي (3′.6 × 3′.3) دقيقة قوسية . للمجرة نواة مجرية نشطة من النوع زايفرت-3 ونواة المجرة أيضا منطقة خط أنبعاثات نووي منخفض التأين.

## خصائص
قد تحتوي NGC 2681 على ثلاثة أشرطة قضبية، مع قضيب كبير نسبيا في الجانب الخارجي. ولا يمكن تقدير تأثيرات الهيكل الشبة قضيبي للمجرة لأن المجرة ترى من زاوية رؤية مواجهة للأرض . ولا تظهر صور المجرة من عمليات الرصد الأرضية تصميم حلزوني عظيم ولا تصميم حلقي، ولكن اثنين من الأذرع الحلزونية المتناظرة بدءا من نهاية القضيب الرئيسي. ويشاهد حلزون غباري في صور مرصد هابل الفضائي يمتد إلى المركز. ويشير نقص التدرج النجمي في المناطق الوسطى والبيانات المستمدة من كاميرا الأجسام الخافتة والمحلل الطيفي للأجسام الخافتة بالإضافة إلى مستكشف الأشعة فوق البنفسجية الدولي إلى أنة قد حدث انفجار نجمي في المجرة قبل نحو مليار سنة مضت، ربما بعد تفاعل مدّي مع مجرة أخرى شمل جميع المجرة.

## ثقب أسود هائل
تشير النمذجة الديناميكية لسرعة تشتت نجوم المجرة إلى أن NGC 2681 تستضيف ثقب أسود هائل حددت كتلتة العليا عند نحو 6×107 M⊙. ويتسق هذا الحد الأعلى مع العلاقة بين الكتلة المركزية لثقب أسود هائل وسرعة التشتت المعروفة للمجرات الأخرى.

## وصلات خارجية
- NGC 2681 على موقع ويكي سكاي: DSS2, SDSS, GALEX, IRAS, Hydrogen α, X-Ray, Astrophoto, Sky Map, Articles and images